# L'Image de pierre
L'Image de pierre (Il grande ritratto) est un roman de Dino Buzzati paru en 1959. C'est son seul roman de science-fiction.

## Résumé
Un professeur d'université est invité par un de ses amis dans une base secrète de l'armée. Celui-ci a conçu et fabriqué un super-calculateur doué de conscience, une machine gigantesque qui va bientôt manifester sa personnalité.